# FLOWER FLOWER
FLOWER FLOWER（フラワー フラワー）は、日本のロックバンド。ソニー・ミュージックレコーズ所属。略称・愛称は「フラフラ」。2013年に4人組バンドとして結成したが、2020年11月のメンバー脱退を経て、3人組バンドとして活動している。

## 概要
2012年内での活動休止を発表したシンガーソングライターのYUIがリスペクトするミュージシャンたちに声を掛け、2013年に結成した。
仕事仲間や気が合う仲間同士で始めたわけではなく、まず「バンド」ありきでyuiが自分で良いと思った人間を見つけていったということで、それ以外のメンバー同士は初対面だった。
ボーカルとギタリストを務めるYUIは髪型を金髪のショートカットに変え、活動名も小文字で「yui」に変更し、以前の活動から大幅なイメージチェンジを図った。
バンド名については、「気取ってなくて自然な名前にしたいと思いつけた。かっこいい名前はいくらでもあったかもしれないけど、あえて肩の力が抜けている、自然と入り込んでくる名前にしたかった。パワフルでおもしろい発想を自由に表現したいという気持ちを込めて命名した」と説明している。
男女4人組バンドとして活動していたが、2020年11月1日に公式よりキーボードのmura☆junの脱退が発表された。

## メンバー

### 現メンバー
yui
ボーカル&ギター担当。
バンド結成前はYUI名義でソロ歌手として活動していた。
結成初期のスタジオでの音出しで、メンバーの演奏に即興でメロディラインを乗せ、メンバーを感嘆させた。
mafumafu（まふまふ）
ベース&コーラス担当。
普段は真船勝博の名前でさまざまなアーティストのライブやレコーディングに参加しており、中でもEGO-WRAPPIN'のサポートを中心に活動中。
YUIがフェスで共演したバンドでのまふまふの演奏に一目惚れして声をかけたのが結成のきっかけだった。その場は挨拶だけだったが、1年後にyuiがメールで連絡してきた。
sacchan（さっちゃん）
ドラムス担当。
普段は佐治宣英の名前で数多くのアーティストのサポートを務める。以前、NHK教育テレビジョン『みんなの広場だ!わんパーク』に出演していた。
ソロの「YUI」時代から何曲かレコーディングには参加していた。

### 旧メンバー
mura☆jun（むらじゅん）
キーボード担当。
ロックバンド「Venomstrip」のメンバー。
村山☆潤の名前で他のミュージシャンのサポートや作曲・編曲、プロデュースなどの音楽活動を行っている。
2020年11月1日にバンド脱退が発表された。

## 来歴
2013年
- 1月、年初からスタジオセッションを重ね、本格始動に向けてライブの準備を続ける。
- 3月、全国数カ所でシークレットライブを行う。
- 4月3日、バンドとしての活動開始を正式に公表する。
- 5月4日、音楽イベント「Japan Jam2013」に出演。
- 6月11日、東京・両国国技館にてauが主催したスマートフォンを使ったユーザー参加型イベント「au PERFECT SYNC. LIVE」にゲストアーティストとして出演。
- 7月3日、配信限定曲「月」をリリース。
- 10月1日、2日、7日の3日間にわたって自主企画ツアーイベント「インコの群れ」を開催。
- 12月30日、COUNTDOWN JAPAN 13/14に出演。

2014年
- 3月5日、yuiが自身のブログでパニック障害と診断されたことを明かし、5月4日に出演予定だった屋内ロック・フェスティバル『VIVA LA ROCK』をキャンセルしたことを発表。
- 5月21日、配信限定曲「神様」をリリース。
- 6月、橋本愛主演の春夏秋冬の4部作映画『リトル・フォレスト』の主題歌を担当し、各編にあわせて4曲の新曲を書き下ろしたことを発表。
- 8月30日、映画『リトル・フォレスト 夏・秋編』の主題歌である、「夏」「秋」を2曲同時に配信限定曲としてリリース。
- 10月1日、配信限定曲「素晴らしい世界」をリリース（テレビ東京系ドラマ24『玉川区役所 OF THE DEAD』エンディングテーマとしても使用される）。
- 11月26日、1stアルバム『実』（み）をリリース。本作は初のパッケージ作品となる。

2015年
- 2月18日、ミニ・アルバム『色』をリリース。
- 4月17日、公式サイトにおいて、yuiが一般男性と結婚し、妊娠中であることを報告した。
- 8月9日、yuiが一卵性の双子の男児を出産したことを報告。

2016年
- 9月7日、初のシングル「宝物」をリリース。

2017年
- 6月、大阪と東京で初となるワンマンライブを行う。
- 7月13日、名古屋Blue Noteにてワンマンライブ追加公演を開催。
- 8月2日、2ndシングル「マネキン」をリリース。
- 8月5日、猪苗代湖畔 天神浜にて行われた「オハラ☆ブレイク '17夏」に出演。
- 8月19日、大阪・舞洲SONIC PARKで開催されるSUMMER SONIC 2017に出演。
- 9月、androp主催対バンツアー「androp presents " A+ " 」へのゲスト出演（東京・大阪・名古屋）
- 10月26日、yuiが別居期間を経て、話し合いの末、8月末に離婚していたことが報道された。
- 12月1日、東京中野サンプラザホールで開催された「ザンジバルナイト2017」にて向井秀徳 with yuiとして出演。
- 12月25日、FLOWER FLOWER自主企画”インコの群れ”開催。
- 12月31日、「rockin'on presents COUNTDOWN JAPAN 17/18」 幕張メッセ国際展示場1〜11ホールに出演。

2018年
- 2月17日 ヴィレッジヴァンガード限定のコラボグッズとして、Tシャツ、トレーナー、コーチジャケット、タンブラー、リングノート、モバイルバッテリー、アクリルキーホルダーの計7アイテムが一部店舗とオンラインストアにて発売。グッズのデザインは全てyuiが担当。
- 2月24日 都立シンボルプロムナード公園イーストプロムナード・石と光の広場で開催された「東京2020ライブサイト in 2018」にてクレイユーキーズ with yui（FLOWER FLOWER）として出演。
- 3月14日、前作から3年半ぶりに、2ndアルバム『スポットライト』をリリース。
- 3月18日横浜赤レンガ倉庫イベント広場で開催された「みんなあつまれ2017」にてクレイ勇輝 with yui（FLOWER FLOWER）として出演。
- 3・4月、初の全国ワンマンツアー”FLOWER FLOWER インコのhave a nice dayツアー”開催（東京、大阪、福岡、名古屋、北海道、宮城）
- ツアー期間中にソロ時代の曲「CHE.R.RY」を歌うなどして話題を呼ぶ。
- 5月2日 ヴィレッジヴァンガード限定のコラボグッズ第二段として、マグカップ、リュックサック、キャンバスボードの計3アイテムが一部店舗とオンラインストアにて発売。
- 5月3日、さいたまスーパーアリーナで開催のVIVA LA ROCK 2018に出演。4日にはVIVA LA ROCK限定の企画バンド"VIVA LA J-ROCK ANTHEMS"のステージにyuiがゲスト・ボーカルとして出演。
- 5月18日、テレビ朝日系『ミュージックステーション』に初出演（ソロ時代を含めると実に約5年半ぶりの出演となる）。
- 5月19日、静岡県御殿場市富士山樹空の森にて開催の「ACO CHiLL CAMP 2018」に出演。
- 5月20日、新宿ピカデリーにて映画『ミッドナイト・サン タイヨウのうた』の公開後のトークショーに小泉徳宏監督と共にyuiがゲスト出演（リメイク元の「タイヨウのうた」から実に12年ぶり）。
- 5月21日、TOKYO FM『大家志津香のエン活!』にて「TIMELESS SESSONS SPECIAL」と題して矢井田瞳とyuiが初対談（yuiが初めて買ったCDが矢井田瞳のCDである）。
- 6月17日、神奈川県民ホール開催の「TIMELESS SESSIONS in YOKOHAMA」にyuiが出演。
- 7月8日、神奈川県三浦市・三浦海岸開催の「OTODAMA SEA STUDIO 2018 supported by POCARI SWEAT MUSIC and BEACH 2018」ににてクレイ勇輝 with yui（FLOWER FLOWER）として出演。
- 8月5日、猪苗代湖畔 天神浜にて行われた「オハラ☆ブレイク '18夏」にyui&mura☆junが出演。
- 8月29日、初のライブ映像作品『インコの have a nice dayツアー　2018.05.09 Zepp Tokyo』のBlu-ray＆DVDが発売。
- 8月31日〜9月2日、東京・池上本門寺・野外特設ステージにて開催される「Slow LIVE '18 in 池上本門寺 15th  anniversary」へyui&mura☆junが出演。
- 9月、ツアーの追加公演”FLOWER FLOWER インコのhave a nice dayおかわりツアー”を開催（香川、広島、石川）
- 9月、yuiがスポーツジムでパーソナルトレーナーを務める30代男性と再婚。妊娠5か月で、三児の母になることが報じられた。
- 9月29､30日、新木場・若洲公園開催の「PIA MUSIC COMPLEX 2018」に出演予定でしたが、台風の影響によりイベントが中止となる。

2019年
- 2月に「月 -band acoustic ver.-」「神様 -band acoustic ver.-」を配信限定曲としてリリース。
- 2月上旬、yuiが第4子となる女児を出産したことが報じられる。
- 3月26日 配信限定曲「灯火」をリリース。
- 6月29日 ヴィレッジヴァンガード限定のコラボグッズ再再販売。
- 7月20日　ZEPP TOKYOにて開催される 『僕らの音楽』 presents 武部聡志 ピアノデイズにyuiが出演。
- 7月21日 「OTODAMA SEA STUDIO 2019 supported by POCARI SWEAT」にクレイユーキーズ with yui(FLOWER FLOWER)としてyuiが出演。
- 8月16日 「RISING SUN ROCK FESTIVAL 2019 in EZO」9mm Parabellum Bullet  (for CAMPERS)15th Anniversary ~RISING SUN SONGS~にゲストアーティストとしてyui&mura☆junが出演。
- 8月30日 「OTODAMA SEA STUDIO 2019 supported by POCARI SWEAT～浜風に吹かれて 2019～」にクレイユーキーズwith yui(FLOWER FLOWER)として出演。
- 8月31日 yuiがInstagram(yui_flower_flower)を開設。9月11日にインスタライブにて札幌市の狸商店街でゲリラ的路上ライブを行った（2008年にも同じ場所にて路上ライブを行っている）。
- 9月15日 「OTODAMA SEA STUDIO END OF SUMMER 2019 supported by SINGHA BEER」にクレイユーキーズ with yui(FLOWER FLOWER)として出演予定だったが、台風の影響で中止となる。
- 10月5、6日 桜島多目的広場&溶岩グラウンドにて行われる「THE GREAT SATSUMANIAN HESTIVAL 2019」へ出演。
- 10月6日 新曲の「蜜」のリリックビデオを公開。
- 10・11月 全国ワンマンツアー”FLOWER FLOWER インコのhave a nice dayツアー2019”開催（東京、大阪、福岡、名古屋、北海道、宮城）
- ツアー期間中にソロ時代の曲「「Rolling star」を歌ったりして話題を呼ぶ。
- 11月 相模鉄道（相鉄）がYouTubeで公開した都心直通記念ムービー「100 YEARS TRAIN」 内で流れる、くるり「ばらの花」とサカナクション「ネイティブダンサー」のマッシュアップ曲をodolのミゾベリョウと共にyuiが歌った（同曲は12月25日よりFRIENDSHIP.を通し、各音楽配信サイトにて配信されている）。
- 12月21日･22日  「MERRY ROCK PARADE 2019」に出演。
- 12月31日「ももいろ歌合戦」（BS日テレ・ニッポン放送・AbemaTVなど）へ初出場。

2020年
- 2月14日、テレビ朝日系『ミュージックステーション』にFLOWER FLOWERとして二度目の出演。新曲の「夢」と「CHE.R.RY」を披露。
- 3月18日　福岡・DRUM LOGOSにてキョードー西日本presents「のぼせもん同盟」に出演決定。
- 3月25日、前作から約2年ぶりに、3rdアルバム『ターゲット』をリリース。
- 4・5・6月 全国ワンマンツアー”FLOWER FLOWER インコのhave a nice dayツアー2020”（東京、大阪、福岡、愛知、北海道、宮城、香川、広島、熊本、鹿児島、新潟）を予定していたが、コロナの影響により中止になった。
- 4月25日・26日　みちのく公園北地区 エコキャンプみちのくにて開催される「ARABAKI ROCK FEST.20」を予定していたが、コロナの影響により中止。
- 6月14日、初の有料配信ライブ「インコの気まぐれ」を開催。
- 7月15日、アベンジャーズ的バンド、クレイユーキーズ、新曲「道 with yui(FLOWER FLOWER)」をリリース。
- 7月25日、有料配信ライブ「インコの気まぐれ」の第二回目を予定していたが、中止となる。
- 8月19日「僕ビール君ビール」コラボソングとなる3rdシングル「はなうた」をリリース。『僕ビール君ビール』の缶にFLOWER FLOWERのインコのキャラクターも登場したスペシャルなコラボデザイン缶が、7月下旬より全国のローソン・ナチュラルローソン・ポプラ酒類取扱い店舗にて数量限定で順次発売されるほか、8月中旬にオンラインでのコラボイベントを実施。
- 8月29日、クレイユーキーズ with yui（FLOWER FLOWER）がYouTube上で無料配信ライブを京都寺院、即成院より開催。ソロ時代の曲「SUMMER SONG」も披露された。
- 10月31日　TikTok初のハロウィンイベント『TikTok HALLOWEEN JAPAN』 より、yuiが無料配信ライブに参加。
- 11月1日、メンバーの一人でもありキーボード担当のmura☆junの脱退が公式より発表された。
- 11月13日、YouTube上の配信ライブ『THE FIRST TAKE FES vol.2』にて「YUI」として8年ぶりに活動。名「TOKYO」と、サポーターに佐藤嘉風を迎えた「CHE.R.R.Y」の二曲を一発撮りで披露した。
- 12月1日20時より、新型コロナウイルスの影響で全公演中止になり、幻となってしまった「インコのhave a nice dayツアー2020」を、新体制として初の無観客配信ライブにて開催。

2021年
- 2月24日、YUIメジャー・デビュー15周年を記念したセルフカバー・ミニアルバム「NATURAL」をリリース。（「feel my soul」「CHE.R.RY」「Rolling star」「Good-bye days」「GLORIA」「SUMMER SONG」の6曲を、FLOWER FLOWERのメンバーとともにリアレンジしている）

- 7月3、4日クレイユーキーズ with yui『24時間TikTok LIVE 2021』に出演。

- 7月19日より、TOYOTA新型「アクア」CMにてSUPERCARの名曲「Strobolights」をカバーする。

- 8月31日 FM FUKUOKA

公開生放送「DIG!!!!!!!! FUKUOKA 
おしまイムズ THE LAST SHOW」にyuiがリモート出演。
- 9月12日、クレイユーキーズ with yui

として、YouTubeにて京都即成院ライブワンマンライブを配信。
- 9月28日、KureiYuki’ｓ with yui 2ヶ月連続リリース第一弾「MALIBU COKE」をリリース

- 10月26日、KureiYuki’ｓ with yui 2ヶ月連続リリース第二弾「18さぃ」をリリース

- クレイユーキーズwithyuiとして今までリリースしてきたMVの絵の中で描かれてる物語を短編映画として実写に繋げ、フィルムフェスティバル等へのノミネートを目指したクラウドファンディングを立ち上げる。

- 10月30日、千代ケ崎砲台跡の「TIME TRAVELER」クレイユーキーズwith yuiとしてライブをyoutubeにて生配信。

- 11月6日、ROCKSFORCHILE2021＠豊島公園にクレイユーキーズwithyuiとして出演。

- 12月31日大晦日、新たな「FOUR SEASONS」というテーマのライブのクレイユーキーズwith yuiとしてカウントダウンライブをyoutubeにて生配信。

2022年
- 4月24日、SHISHAMO 初の対バンツアー「SHISHAMO NO OMANEKI TOUR!!! 〜開国2022〜」に出演決定！

2024年
- 5月15日にリリースされる〜羊毛とおはなトリビュート〜「まなざし」内にyuiが参加。

担当するのは「はだかのピエロ」

## ディスコグラフィ

### アルバム

#### フル・アルバム
| 枚  | リリース       | タイトル       | 規格品番                       | オリコン 最高位 |
| --- | -------------- | -------------- | ------------------------------ | --------------- |
| 1st | 2014年11月26日 | 実             | SRCL-8497/8（初回生産限定盤）  | 5位             |
| 1st | 2014年11月26日 | 実             | SRCL-8499（通常盤）            | 5位             |
| 2nd | 2018年3月14日  | スポットライト | SRCL-9685/6（初回生産限定盤）  | 9位             |
| 2nd | 2018年3月14日  | スポットライト | SRCL-9687（通常盤）            | 9位             |
| 3rd | 2020年3月25日  | ターゲット     | SRCL-11426/7（初回生産限定盤） | 21位            |
| 3rd | 2020年3月25日  | ターゲット     | SRCL-11428（通常盤）           | 21位            |

#### ミニ・アルバム
| 枚  | リリース      | タイトル | 規格品番                      | オリコン 最高位 |
| --- | ------------- | -------- | ----------------------------- | --------------- |
| 1st | 2015年2月18日 | 色       | SRCL-8738/9（初回生産限定盤） | 10位            |
| 1st | 2015年2月18日 | 色       | SRCL-8740（通常盤）           | 10位            |

### シングル
| 枚  | リリース      | タイトル | 規格品番                       | オリコン 最高位 |
| --- | ------------- | -------- | ------------------------------ | --------------- |
| 1st | 2016年9月7日  | 宝物     | SRCL-9172/3（初回生産限定盤）  | 10位            |
| 1st | 2016年9月7日  | 宝物     | SRCL-9174（通常盤）            | 10位            |
| 2nd | 2017年8月2日  | マネキン | SRCL-9473/4（初回生産限定盤）  | 20位            |
| 2nd | 2017年8月2日  | マネキン | SRCL-9475（通常盤）            | 20位            |
| 3rd | 2020年8月19日 | はなうた | SRCL-11531/2（初回生産限定盤） | 18位            |
| 3rd | 2020年8月19日 | はなうた | SRCL-11533（通常盤）           | 18位            |

#### 配信限定シングル
| 発売日        | タイトル                  | 規格                   |
| ------------- | ------------------------- | ---------------------- |
| 2013年7月3日  | 月                        | デジタル・ダウンロード |
| 2014年5月21日 | 神様                      | デジタル・ダウンロード |
| 2014年8月30日 | 夏/秋                     | デジタル・ダウンロード |
| 2014年10月1日 | 素晴らしい世界            | デジタル・ダウンロード |
| 2019年2月1日  | 月 -band acoustic ver.-   | デジタル・ダウンロード |
| 2019年2月27日 | 神様 -band acoustic ver.- | デジタル・ダウンロード |
| 2019年3月26日 | 灯火                      | デジタル・ダウンロード |

### 参加作品

#### クレイユーキーズ
| 発売日         | タイトル                      | 規格                   |
| -------------- | ----------------------------- | ---------------------- |
| 2020年7月15日  | 道 with yui(FLOWER FLOWER)    | デジタル・ダウンロード |
| 2021年10月26日 | 18さぃwith yui(FLOWER FLOWER) | デジタル・ダウンロード |

### DVD/Blu-ray
| 枚  | リリース      | タイトル                                             | 規格品番              | オリコン 最高位 |
| --- | ------------- | ---------------------------------------------------- | --------------------- | --------------- |
| 1st | 2018年8月29日 | インコの have a nice dayツアー 2018.05.09 Zepp Tokyo | SRBL-1807/09（DVD）   | 9位             |
| 1st | 2018年8月29日 | インコの have a nice dayツアー 2018.05.09 Zepp Tokyo | SRXL-174/6（Blu-ray） | 9位             |

## タイアップ
| 起用年 | 楽曲           | タイアップ                                                                     |
| ------ | -------------- | ------------------------------------------------------------------------------ |
| 2013年 | 月             | au「PERFECT SYNC. /REAL」編 CMソング                                           |
| 2014年 | 夏             | 松竹系映画『リトル・フォレスト 夏/秋』主題歌                                   |
| 2014年 | 秋             | 松竹系映画『リトル・フォレスト 夏/秋』主題歌                                   |
| 2014年 | 素晴らしい世界 | テレビ東京系ドラマ24『玉川区役所 OF THE DEAD』エンディングテーマ               |
| 2015年 | 冬             | 松竹系映画『リトル・フォレスト 冬/春』主題歌                                   |
| 2015年 | 春             | 松竹系映画『リトル・フォレスト 冬/春』主題歌                                   |
| 2018年 | 時計           | アイフルホーム「お家に帰りたい」編 CMソング                                    |
| 2020年 | はなうた       | 株式会社ヤッホーブルーイング「僕ビール君ビール」Craft Beer Music Project 第3弾 |

## ライブ
- 『JAPAN JAM 2013』東京都 新木場STUDIO COAST（2013年5月4日）
- 『TOKYO METROPOLITAN ROCK FESTIVAL 2013』東京都 新木場若洲公園（2013年5月26日）
- 『au PERFECT SYNC. LIVE』東京都 両国国技館（2013年6月11日）
- 『THE MUSIC DAY LIVE』千葉県 幕張メッセ国際展示場 展示ホール4 - 6番（2013年7月7日）
- 『JOIN ALIVE』北海道 いわみざわ公園（野外音楽堂キタオン＆北海道グリーンランド遊園地・2013年7月21日）
- 『音霊 OTODAMA SEA STUDIO 2013』神奈川県 音霊 OTODAMA SEA STUDIO（逗子海岸・2013年7月31日）
- 『ROCK IN JAPAN FESTIVAL 2013』茨城県 国営ひたち海浜公園（2013年8月2日）
- 『New Acoustic Camp 2013』群馬県 水上高原リゾート200（2013年9月14日）
- 『インコの群れ』
  - vol.1 大阪府 梅田CLUB QUATTRO（2013年10月1日）
  - vol.2 愛知県 名古屋CLUB QUATTRO（2013年10月2日）
  - vol.3 東京都 渋谷CLUB QUATTRO（2013年10月7日）
- 『FM802 ROCK FESTIVAL RADIO CRAZY』大阪府 インテックス大阪（2013年12月28日）
- 『COUNTDOWN JAPAN 13/14』千葉県 幕張メッセ国際展示場1 - 8ホール、イベントホール（2013年12月30日）
- 『ALLSAINTS presents “Fashion with Music” FLOWER FLOWER』
  - Billboard Live OSAKA（2017年6月22日）
  - 恵比寿 The Garden Hall（2017年6月30日）
  - 名古屋Blue Note（2017年7月13日）
- 『インコの群れ vol.4 〜Christmas Night〜』渋谷CLUB QUATTRO（2017年12月25日）
- 『COUNTDOWN JAPAN 17/18』千葉県 幕張メッセ国際展示場1 - 11ホール、イベントホール（2017年12月31日）
- 『FLOWER FLOWER インコのhave a nice dayツアー』
  - 大阪・大阪城音楽堂（2018年3月25日）
  - 東京・日比谷野外大音楽堂（2018年4月1日）
  - 福岡・DRUM LOGOS（2018年4月10日）
  - 東京・Zepp Tokyo（2018年4月16日）
  - 愛知・Zepp Nagoya（2018年4月19日）
  - 大阪・Zepp Osaka Bayside（2018年4月23日）
  - 宮城・チームスマイル・仙台PIT（2018年4月30日）
  - 東京・Zepp Tokyo（2018年5月9日）※追加公演
- 『FLOWER FLOWER インコのhave a nice dayのおかわりツアー』
  - 香川・高松オリーブホール（2018年9月3日）
  - 広島・広島CLUB QUATTRO（2018年9月5日）
  - 石川・金沢EIGHT HALL（2018年9月19日）
- 『FLOWER FLOWER インコのhave a nice dayツアー2019』
  - 東京・Zepp Tokyo（2019年10月10日）
  - 福岡・Zepp Fukuoka（2019年10月13日）
  - 愛知・Zepp Nagoya（2019年10月18日）
  - 東京・Zepp DiverCity（2019年10月20日）
  - 大阪・Zepp Osaka Bayside（2019年10月27日）
  - 宮城・Rensa（2019年11月1日）
  - 北海道・Zepp Sapporo（2019年11月3日）
- 『COUNTDOWN JAPAN 19/20』千葉県 幕張メッセ国際展示場1 - 11ホール、イベントホール（2019年12月30日）
- 『FLOWER FLOWER インコのhave a nice dayツアー2020』※コロナの影響により中止
- 『インコの気まぐれ』有料配信ライブ（2020年6月14日）
- 『インコの気まぐれ』有料配信ライブ（2020年7月25日）※中止
- 『FLOWER FLOWER インコのhave a nice dayツアー2020』有料配信ライブ（2020年12月1日）